# Circuito Internacional de Marcha 2016
Circuito Internacional de Marcha 2016 – zawody lekkoatletyczne w chodzie sportowym, które odbyły się 6 marca w Ciudad Juárez. Impreza była kolejną w cyklu IAAF Race Walking Challenge w sezonie 2016. 

## Rezultaty

### Mężczyźni
| Konkurencja:  | 1. miejsce    | Rezultat   | 2. miejsce          | Rezultat   | 3. miejsce               | Rezultat   |
| Chód na 20 km | Horacio Nava  | 1:23:32    | Julio César Salazar | 1:23:55    | Lebogang Shange          | 1:24:41    |
| Chód na 50 km | Andrés Chocho | 3:42:57 AR | Omar Zepeda         | 3:45:28 PB | Jorge Alejandro Martínez | 3:51:11 PB |

### Kobiety
| Konkurencja:  | 1. miejsce               | Rezultat | 2. miejsce     | Rezultat | 3. miejsce    | Rezultat |
| Chód na 20 km | María Guadalupe González | 1:31:04  | Inês Henriques | 1:32:48  | Erica de Sena | 1:34:04  |